# Glynde Place
Glynde Place est un manoir élisabéthain à Glynde dans le Sussex de l'Est, Angleterre. Située dans le parc national des South Downs, c'est la maison familiale des vicomtes Hampden, dont les ancêtres ont construit la maison en 1569. Il s'agit d'un bâtiment classé Grade I . L'église adjacente est construite au XVIIIe siècle.
De 2008 à 2013, la maison fait l'objet d'une rénovation majeure, organisée par le 7e vicomte Hampden, et financée par la vente d'un des tableaux du domaine.
La maison et les jardins, ces derniers étant classés Grade II *  sont ouverts au public pour des visites.
Depuis 2013, c'est le site du Love Supreme Jazz Festival, qui a lieu chaque été.